# Andrena verecunda
Andrena verecunda là một loài Hymenoptera trong họ Andrenidae. Loài này được Cresson mô tả khoa học năm 1872.